# عبد الله بن عبد الرحمن بافضل
عبد الله بن عبد الرحمن بافضل (850 - 918 هـ) فقيه شافعي كان له جاه كبير وصيت ذائع، وكان كثير السعي في حوائج المسلمين ومصالحهم، وله هيبة عند القبائل، ويقوم بالصلح بينهم. ولي التدريس بجامع الشحر وانتصب فيها للاشتغال والفتوى، وصار عمدة القطر، وانتهت إليه رئاسة الفقه في جميع النواحي. ألف مختصرات فقهية كتب لها الانتشار والشهرة العظيمة، وأصبحت تدرس في الآفاق، أشهرها كتابه المسمى «المقدمة الحضرمية في فقه السادة الشافعية».

## نسبه
عبد الله بن عبد الرحمن بن أبي بكر بن محمد الحاج بن عبد الرحمن بن عبد الله بن يحيى بن أحمد بن محمد بن فضل بن محمد بن عبد الكريم بافضل السعدي المذحجي.

## مولده ونشأته
ولد بتريم في حضرموت سنة 850 هـ، ونشأ في حجر والده الشيخ عبد الرحمن المتوفى بتريم سنة 866 هـ، وكان والده من أهل العلم والصلاح، أخذ عن أبيه الشيخ أبي بكر وتربى به. وقد حفظ القرآن صغيرا، وعدة متون في الفقه واللغة، واشتغل بعلم التجويد، واعتنى بالفقه والحديث.

## شيوخه
بعد أن قرأ المبادئ واتقنها على والده وعلماء تريم شد العزم وارتحل إلى عدن وتفقه فيها؛ إذ كانت عدن آنذاك تزخر بالفقهاء في عهد الدولة الطاهرية. وتوجه في سنة 875 هـ إلى الحجاز، ولقي في تلك السفرة عددا من أهل العلم، وقبل سفره إلى الحرمين توجه إلى بلدة شبام، فأخذ عمن فيها، ومن أبرز شيوخه:
| - والده عبد الرحمن بن أبي بكر بافضل | - عبد الله بن أحمد بامخرمة - محمد بن أحمد بافضل - إبراهيم بن علي بن ظهيرة | - محمد بن محمد بن أحمد الطبري - محمد بن عبد الرحمن السخاوي - محمد بن أبي بكر المراغي - إبراهيم بن محمد باهرمز | - محمد بن أحمد باجرفيل - أبو بكر بن عبد الله العدني |

## تلاميذه
أخذ عنه جمع كثير من طلبة العلم، البعض أخذ عنه في تريم، والبعض في الشحر بعد رحيله إليها، منهم أبناؤه التسعة ومنهم:
| - عمر بن عبد الرحمن صاحب الحمراء | - عبد الرحمن بن علي السكران - محمد بن عبد الرحمن الأسقع - عبد الله بن أحمد باسرومي | - عمر بن محمد باشيبان - أحمد بن عبد الرحمن البيض - عبد الله بن محمد باقشير - أحمد شريف بن علي خرد | - محمد بن علي خرد - أحمد بن عبد القوي بافضل |

## انتقاله إلى الشحر
قدم عبد الله بافضل إلى بلدة الشحر، وطاب له المقام بها، وتوطنها، ونقل إليها أسرته وأولاده، وكان ذلك قبل سنة 890 هـ. لم يذكر المؤرخون الأسباب التي دعته إلى مغادرة وطنه ومسقط رأسه تريم بحضرموت الداخل، لكنهم يذكرون أن الذي سعى في وصوله إلى الشحر واستيطانه بها هو عبد الله بن محمد بن عبسين قاضي الشحر، وأقامه مدرسًا بجامع الشحر، فجلس عبد الله بافضل للتدريس بالجامع، وعكفت عليه الطلبة. ولما توفى ابن عبسين سنة 908 هـ لم يكن في الشحر من يصلح لتولي القضاء ويكون خلفًا له سوى عبد الله بافضل، فأمره السلطان عبد الله بن جعفر الكثيري أن يتولى القضاء، فقَبِل، ويقال إن الذي سعى له في ذلك تلميذه عبد الله بن أحمد باسرومي، وظل في القضاء إلى سنة 915 هـ حين عزم على حج بيت الله الحرام، فاستقال منه.

## مؤلفاته
ألف الشيخ عبد الله بن عبد الرحمن عددا من المؤلفات النافعة التي اشتهرت، ولا سيما مختصراته الفقهية، كما أن له مصنفات أخرى لم تشتهر كثيراً، فمن ذلك:
| - «المختصر الكبير» الذي يعرف باسم «المقدمة الحضرمية في فقه السادة الشافعية» وهو المشهور بين الناس - «المختصر اللطيف» وعليه شرح موجز للإمام شمس الدين محمد الرملي يسمى «الفوائد المرضية» - «منسك الحج» - «نزهة الخاطر في أذكار المسافر» - «لوامع الأنوار وهدايا الأسرار في فضل القائم بالأسحار» - «حلية البررة وشعار الخيرة في أذكار الحج والعمرة» | - «الحجج القواطع في معرفة الواصل والقاطع» - «رسالة في أوراد المساء والصباح» - «رسالة في المواقيت ومعرفة سمت القبلة» - «مجموع الفتاوى» - «وصية نافعة» - «مختصر الأذكار» للإمام النووي |

## ذريته
أعقب تسعة من الأبناء؛ محمد، وأحمد الشهيد، وحسن، وعلي، وفضل، وزين، وحسين، وإبراهيم، وياسين، وكلهم فقهاء علماء.

## وفاته
توفي الشيخ عشية الأحد لخمس مضت من رمضان سنة 918 هـ، ودفن ضحى الاثنين السادس من رمضان بالشحر من جهة الشمال في موضع موات نجدي عقل باغريب، وهو أول من دفن هناك، ودفن حواليه أبناؤه وذريته وغيرهم حتى صارت مقبرة كبيرة، وعمل على قبره بنيان وصار مزارا مشهودا يطلب للتبرك عنده.

### استشهادات
1. ↑  الزركلي، خير الدين (2002). الأعلام (PDF). بيروت، لبنان: دار العلم للملايين. ج. الرابع. ص. 267. مؤرشف من الأصل (PDF) في 2024-03-26.
2. ↑  ابن العماد، عبد الحي بن أحمد (1993). شذرات الذهب في أخبار من ذهب (PDF). دمشق، سوريا: دار ابن كثير. ج. العاشر. ص. 125. مؤرشف من الأصل (PDF) في 2022-01-17.
3. ↑  الحبشي، عبد الله بن محمد (2004). مصادر الفكر الإسلامي في اليمن. أبوظبي: المجمع الثقافي. ص. 231.
4. ↑  البغدادي، إسماعيل باشا. إيضاح المكنون في الذيل على كشف الظنون عن أسامي الكتب والفنون (PDF). بيروت، لبنان: دار إحياء التراث العربي. ج. الثاني. ص. 543.[وصلة مكسورة]
5. ↑  بافضل، محمد بن عوض (1999). صلة الأهل بتدوين ما تفرق من مناقب بني فضل (PDF). ص. 142.
6. ↑  باحسن، عبد الله بن محمد (2010). نشر النفحات المسكية في أخبار الشحر المحمية. تريم، اليمن: تريم للدراسات والنشر. ص. 399.
7. ↑  الحبشي، عيدروس بن عمر (2009). عقد اليواقيت الجوهرية وسمط العين الذهبية بذكر طريق السادات العلوية. تريم، اليمن: دار العلم والدعوة. ج. الثاني. ص. 1069.
8. ↑  السخاوي، محمد بن عبد الرحمن (1992). الضوء اللامع لأهل القرن التاسع. بيروت، لبنان: دار الجيل. ج. الخامس. ص. 25.
9. ↑  باذيب، محمد بن أبي بكر (2009). جهود فقهاء حضرموت في خدمة المذهب الشافعي. عمان، الأردن: دار الفتح. ج. الأول. ص. 446.
10. ↑  الشلي، محمد بن أبي بكر (2004). السناء الباهر بتكميل النور السافر. صنعاء، اليمن: مكتبة الإرشاد. ص. 113.
11. ↑  كحالة، عمر رضا (1993). معجم المؤلفين (PDF). بيروت، لبنان: مؤسسة الرسالة. ج. الثاني. ص. 249. مؤرشف من الأصل (PDF) في 2024-10-07.
12. ↑  بافقيه، محمد بن عمر الطيب (1999). تاريخ الشحر وأخبار القرن العاشر. صنعاء، اليمن: مكتبة الإرشاد. ص. 100. مؤرشف من الأصل في 2021-07-22.
13. ↑  سركيس، يوسف إليان (1928). معجم المطبوعات العربية والمعربة. القاهرة، مصر: مطبعة سركيس. ج. الأول. ص. 519.
14. ↑  البغدادي، إسماعيل باشا (1955). هدية العارفين أسماء المؤلفين وآثار المصنفين. إسطنبول، تركيا: وكالة المعارف. ج. الأول. ص. 475.
15. ↑  العيدروس، عبد القادر بن شيخ (2001). النور السافر عن أخبار القرن العاشر. بيروت، لبنان: دار صادر. ص. 145.
16. ↑  شنبل، أحمد بن عبد الله (2003). تاريخ شنبل. صنعاء، اليمن: مكتبة صنعاء الأثرية. ص. 254.

## وصلات خارجية
- بَافَضل الْحَضْرَمي • الموقع الرسمي للمكتبة الشاملة